# Galleri (konst)
Ett galleri inom konstvärlden har idag flera innebörder. Den gemensamma nämnaren är att det är en lokal där man förevisar konst.
Ordet härleds från de täckt gång längs en byggnads ytter- eller innerväggar buren av arkader eller pelare som förekom under antiken. Det användes från renässansen om långa smala rum eller korridorer i furstepalatsen som var tänkta att efterlikna antikens gallerier, och vilka oftast härbärgerade konsamlingar. Därigenom kom galleri att betyda byggnad eller rum som inrymmer konstsamling, som till exempel Fürstenbergska galleriet i Göteborg men även specifika lokaler som tillhandahöll konst till försäljning. 
I och med konstens transformering under först modernismen och senare postmodernismen har innebörden av galleri snarare förflyttat sig till att betyda 'lokal för visande av konst' eller som det kallas på engelska showroom eller contemporary art gallery.
Eftersom även de äldre föreställningarna och användningsområdena kring konst har levt kvar sida vid sida med det som tidigare brukade betecknas som avantgardet har även galleriet fått en bred betydelse. Därför kan man idag finna väldigt olika verksamheter som alla kallar sig för gallerier som exempelvis ett galleri som säljer affischer och ramar i en mindre svensk ort, ett galleri i Chelsea i New York som har en stab på 20 personer och som säljer konst för miljoner likaväl som konstnärsdrivna gallerier som förevisar performances eller dylikt på en rent ideell basis.
Vissa gallerier som arbetar på den internationella konstmarknaden har stall av konstnärer som är knutna till det specifika galleriet. Dessa gallerier fungerar ungefär som en producent inom filmbranschen då de försöker få sina konstnärer att få vara med på de stora biennalerna runt om i världen eller när de försöker finna finansiärer för att bekosta deras konstnärers kommande projekt. 
I Sverige är det inte längre brukligt att kalla samlingar av konst för gallerier i samma utsträckning som förr[när?], medan man däremot i exempelvis engelsktalande länder (speciellt på brittisk engelska) fortfarande använder begreppet art gallery i betydelsen konstmuseum.

## Bilder

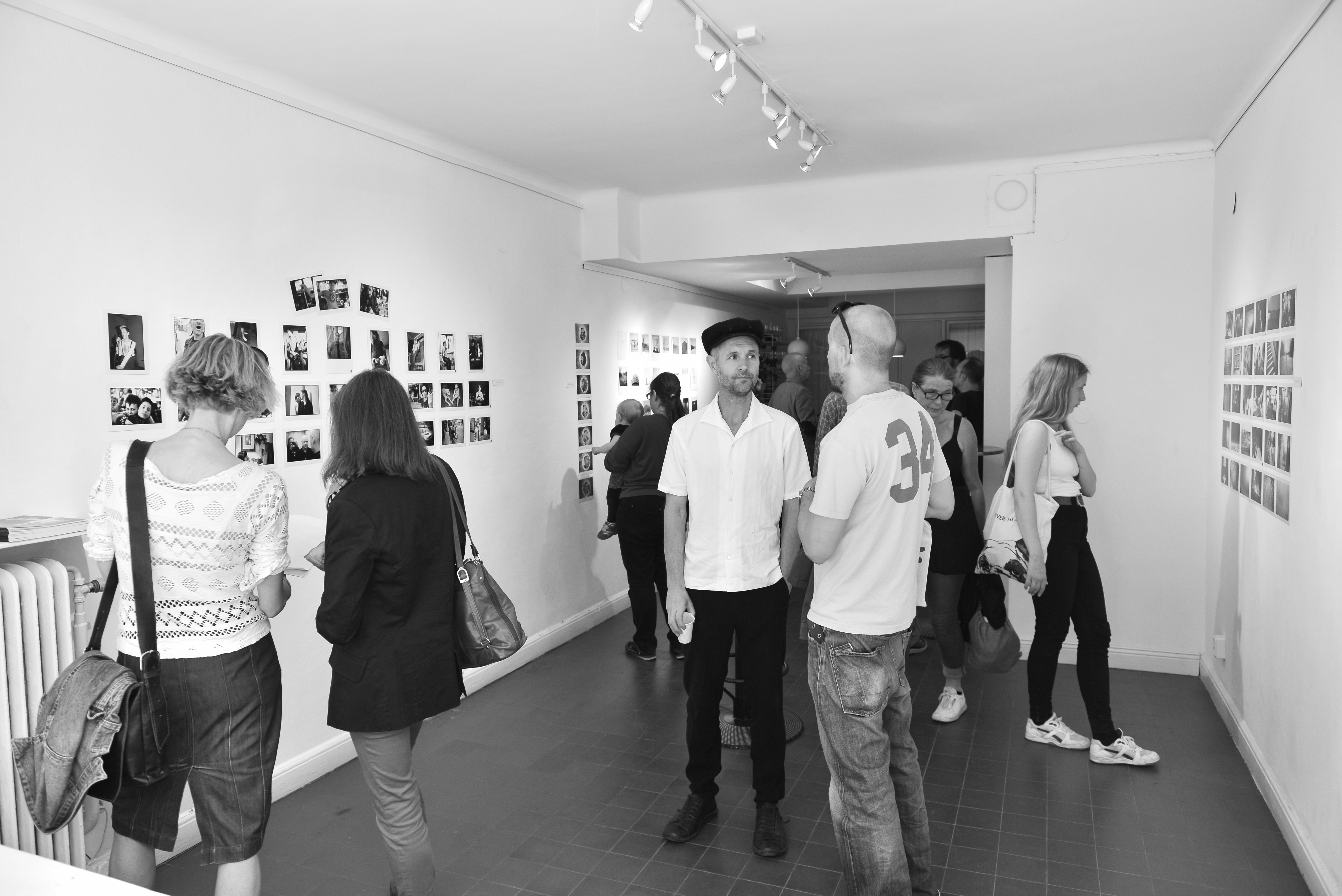
Vernissage på Galleri Korn i Stockholm 2013.
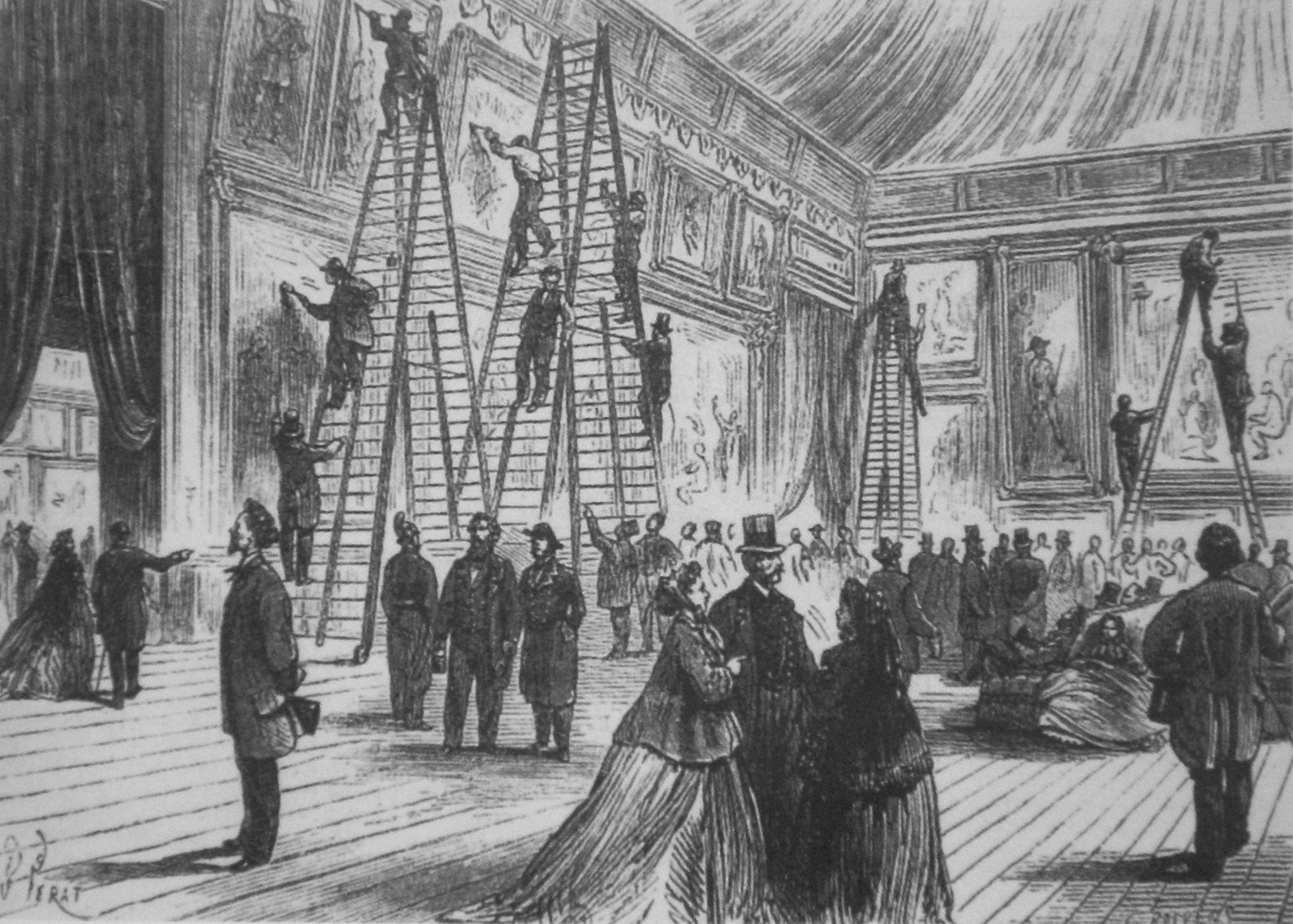
Vernissage i Paris 1866.